# L'Assommoir
L'Assommoir er en fransk stumfilm fra 1909 af Albert Capellani.

## Medvirkende
- Alexandre Arquillière som Coupeau
- Jacques Grétillat som Lantier
- Eugénie Nau som Gervaise
- Catherine Fonteney som Virginie
- Jacques Varennes